# Pavona danai
Espèce
Statut de conservation UICN

 VU A4c : Vulnérable
Statut CITES
Pavona danai est une espèce de coraux appartenant à la famille des Agariciidae.